# Allium karyeteini
Allium karyeteini là một loài thực vật có hoa trong họ Amaryllidaceae. Loài này được Post mô tả khoa học đầu tiên năm 1895.